# 鎌田實
鎌田 實（かまた みのる、1948年6月28日 - ）は、日本の医師、作家、社会運動家。地域医療従事者。
諏訪中央病院名誉院長、日本チェルノブイリ連帯基金（JCF）理事長、日本・イラク・メディカルネット（JIM-NET）代表、東京医科歯科大学臨床教授、東海大学医学部客員教授、岐阜経済大学客員教授。北九州市アドバイザー。ピースボート水先案内人。

## 来歴

### 生い立ち
東京都杉並区出身。1歳10ヶ月で養子に出され、青森県から上京し個人タクシー業を営む養父と病弱な養母に引き取られる。ただし30歳を過ぎてパスポートを取得するまで養子であることは鎌田本人には伏せられていた。
子供の頃から読書家で『どくとるマンボウ航海記』を読んで、船医になって世界中を旅することに憧れていた。
公立小中学校から東京都立西高等学校に進学。同級生に翻訳家の池田香代子、剣道家・作家の好村兼一がいる。入学してすぐに剣道部に所属し、3年のときに初段となった。（好村とは同じ剣道部。）その一方で、ときどき学校をサボって吉祥寺や荻窪の映画館で映画を年100本ほど観たり、ジャズ喫茶通で読書を楽しんでいた。高校在学中に医師志望を固めた決めた理由に「小学生の頃、心臓病で長く入院していた母親を見舞いに大学病院に通った経験」や「西高時代に読んだA・J・クローニンの小説」もあるとしている。

### 医師として
東京医科歯科大学医学部では全共闘に参加、卒業後、つぶれかけていた（4億円の累積赤字を抱え、いつ倒産してもおかしくない状況）長野県茅野市の諏訪中央病院に就職。医師として、「住民とともに作る地域医療」の最前線に取り組んできた。1988年、今井澄のあとを受けて30代で同病院院長就任。今井も同じく学生運動に参加しており、東大安田講堂事件の参加を理由として収監されている。
一方チェルノブイリ原子力発電所被曝事故の患者の治療にも協力し、1991年より22年間、ベラルーシ共和国の放射能汚染地帯へ97回の医師団を派遣し、約14億円の医薬品を支援(JCF)。1994年に信濃毎日新聞賞を受賞した。2004年にはイラク支援を開始し、イラクの4つの小児病院へ毎月300万円の薬を送り、難民キャンプでの診察等を実践(JIM-NET)。現在はISやボコ・ハラム等に迫害される難民の支援も行っている。
また、「病気や障がいがあっても、旅をあきらめない」としてバリアフリーツアーを企画し、2004年以降、毎年ボランティアで旅を続けている。
3.11以降は、東日本各地の被災地支援に力を注いでいる。 2009年ベスト・ファーザー イエローリボン賞（学術・文化部門）。2011年日本放送協会放送文化賞。
テレビ・ラジオでは、日本テレビ「news every.」の毎週木曜レギュラー として、NHKラジオ第1放送の祝日特別番組「鎌田實のいのちの対話」（2012年3月終了）、文化放送「鎌田實×村上信夫 日曜はがんばらない」（2012年4月開始）、ニッポン放送 「高嶋ひでたけのあさラジ!」（ラジオ人間ドック） にパーソナリティーとして、それぞれ出演している。2006年の第57回NHK紅白歌合戦で特別審査員10人の一人に選ばれた。

## 出版物

### 連載
- がんサポート （エビデンス社） 毎月16日発売 鎌田實の「がんばらない＆あきらめない」対談
- 週刊ポスト （小学館） 隔週 「ジタバタしない　〈食う・見る・浸る― いのちの洗濯〉」
- 毎日新聞 （毎日新聞社） 隔週日曜 「さあ　これからだ」

### 著書
- 『がんばらない』集英社　2000　のち文庫　ISBN 978-4087811919
- 『命があぶない医療があぶない』医歯薬出版　2001ISBN 978-4263232552
- 『あきらめない』集英社2003　のち文庫ISBN 978-4087460445
- 『病院なんか嫌いだ 「良医」にめぐりあうための10箇条』2003　集英社新書ISBN 978-4087202144
- 『いのちの対話』集英社　2004ISBN 978-4087813159
- 『患者が主役 命によりそう医療』日本放送出版協会・NHK人間講座 2004ISBN 978-4141891062
- 『雪とパイナップル』集英社　2004ISBN 978-4087813074
- 『それでもやっぱりがんばらない』集英社　2005　のち文庫ISBN 978-4087462654
- 『いのちとユーモア 鎌田實と11人の対話』集英社　2006ISBN 978-4087753578
- 『がんに負けない、あきらめないコツ』朝日新聞社　2006　のち文庫ISBN 978-4022501691
- 『この国が好き』木内達朗絵　マガジンハウス　2006ISBN 978-4838716722
- 『ちょい太でだいじょうぶ メタボリックシンドロームにならないコツ』集英社　2006　のち文庫ISBN 9784-087813494
- 『鎌田實のしあわせ介護 苦しみを喜びに変える33のヒント』中央法規出版　2007ISBN 978-4805830000
- 『幸せさがし』朝日新聞社　2007ISBN 9784-022502964
- 『旅、あきらめない 高齢でも、障がいがあっても』講談社　2007　「本当の自分に出会う旅」集英社文庫ISBN 978-4062136563
- 『超ホスピタリティ おもてなしのこころが、あなたの人生を変える』PHP研究所　2007　「たった1つ変わればうまくいく」集英社文庫ISBN 978-4569690865
- 『いいかげんがいい』集英社　2008　のち文庫ISBN 978-4087814057
- 『なげださない』集英社　2008　のち文庫ISBN 978-4087813784
- 『がんばらない健康法 「7悪3善1コウモリ」の法則』朝日出版社　2009ISBN 978-4255004754
- 『言葉で治療する』朝日新聞出版　2009ISBN 978-4022506641
- 『へこたれない』PHP研究所　2009ISBN 978-4334787486
- 『ウエットな資本主義』2010　日経プレミアシリーズ ISBN 978-4532260798
- 『空気は読まない』集英社　2010ISBN 978-4087814354
- 『この道より道まわり道』潮出版社　2010ISBN 978-4267018572
- 『人は一瞬で変われる』集英社　2010ISBN 978-4087454086
- 『よくばらない』PHP研究所　2010ISBN 978-4569777191
- 『アハメドくんのいのちのリレー』安藤俊彦画 ピーター・バラカン英訳　集英社　2011ISBN 978-4087814712
- 『「がんばらない」を生きる』中央公論新社　2011ISBN 978-4120043048
- 『なさけないけどあきらめない チェルノブイリ・フクシマ』朝日新聞出版　2011ISBN 978-4023309661
- 『たった１つ変わればうまくいく』集英社文庫 2011ISBN 978-4087467659
- 『ニッポンを幸せにする会社 あってよかった!応援したい』集英社 2012ISBN 978-4087814958
- 『がまんしなくていい』集英社　2013ISBN 978-4087455175
- 『鎌田式健康ごはん』マガジンハウス　2013ISBN 978-4838788187
- 『大・大往生』小学館　2013ISBN 978-4093798464
- 『70歳、医師の僕がたどり着いた・鎌田式「スクワット」と「かかと落とし」』集英社　2019ISBN 978-4087861167
- 『図解 鎌田實医師が実践している認知症にならない29の習慣』朝日出版社　2020ISBN 978-4255011776
- 『コロナ時代を生きるヒント』潮出版社　2020ISBN 978-4267022531
- 『それでも、幸せになれる』清流出版　2020ISBN 978-4860294977
- 『鎌田實の大人の健脳ドリル101』枻出版社　2020ISBN 978-4777960354　二見書房ISBN 978-4576215006
- 『鎌田實の人生図書館』マガジンハウス　2020ISBN 978-4838731336
- 『鎌田式「にもかかわらず」という生き方』宝島社　2020ISBN 978-4299005816
- 『相手の身になる練習』小学館　2021ISBN 978-4092272811
- 『鎌田式健康手抜きごはん』集英社　2021ISBN 978-4087816990
- 『ミッドライフ・クライシス』青春出版社　2021ISBN 978-4413046251
- 『70歳、人生はもっと楽しくなる』大和書房　2021ISBN 978-4479308867
- 『鎌田實の大人のいきいき健脳ドリル101』二見書房　2021ISBN 978-4576215013
- 『60代からの鎌田式ズボラ筋トレ』エクスナレッジ　2021ISBN 978-4767829562
- 『ちょうどいい孤独』かんき出版　2021ISBN 978-4761275839
- 『かまた先生のはだかのおうさま』松成真理子画　童心社　2021ISBN 978-4494093694
- 『ピンピン、ひらり。』小学館　2022ISBN 978-4098254224
- 『鎌田實の大人のわくわく健脳ドリル101』EDITORS　2022ISBN 978-4576225036
- 『開脚はできなくていい！カラダが10歳若返る鎌田式ずぼらストレッチ』宝島社　2022ISBN 978-4299030658

### 共編著
- 『医療がやさしさをとりもどすとき 地域と生きる諏訪中央病院の実践』編著　医歯薬出版　1993　ISBN 978-4263233214
- 『インフォームドチョイス 成熟した死の選択』高橋卓志共著　医歯薬出版　1997　ISBN 978-4263230442
  - 『生き方のコツ死に方の選択』集英社文庫　2004　ISBN 978-4087477030 ‐ 前書の増訂
- 『ホスピス最期の輝きのために Choice is yours』内藤いづみ・高橋卓志共著　オフィス・エム　1997　ISBN 978-4900918092
- 『福祉21ビーナスプランの挑戦 パートナーシップのまちづくりと茅野市地域福祉計画』土橋善蔵・大橋謙策と編集代表 中央法規出版　2003　ISBN 978-4805823347
- 『子どもたちの命 チェルノブイリからイラクへ カラー版』佐藤真紀共著　岩波書店〈岩波ブックレット 677〉 2006 ISBN 978-4000093774
- 『がん生きたい患者と救いたい医者』中川恵一共著　三省堂　2007　ISBN 978-4385363233
- 『黙っていられない 〈いのち〉と〈平和〉を考える18通の往復書簡』池田香代子共著　マガジンハウス　2007　ISBN 978-4838718351
- 『トットちゃんとカマタ先生のずっとやくそく』黒柳徹子共著　ソフトバンククリエイティブ　2007　のち新潮文庫　2010　ISBN 978-4101334080
- 『医者と患者の絆 いのちの対話』日野原重明・舘野泉・村上信夫共著〈岩波ブックレット 729〉2008　ISBN 978-4000094290
- 『大人と子どもの絆 いのちの対話』水谷修・大平光代・新沢としひこ・村上信夫共著〈岩波ブックレット 741〉2008 　 ISBN 978-4000094412
- 『死に方上手 いのちの対話』山折哲雄・嵐山光三郎・加藤登紀子・村上信夫共著〈岩波ブックレット 732〉2008 ISBN 978-4000094320
- 『だいじょうぶ 鎌田實×水谷修往復書簡』日本評論社　2009　ISBN 978-4535585690
- 『始めませんか子どもがつくる「弁当の日」 鎌田實対談竹下和男』自然食通信社〈シリーズ・子どもの時間 5〉2009　ISBN 978-4916110701
- 『くらべない生き方 人生で本当に大切にするべき10のこと』大平光代共著　中央公論新社　2010　ISBN 978-4122058200
- 『希望 命のメッセージ』佐藤真紀共著　東京書籍　2011　ISBN 978-4487805686
- 『ここから。 これからを生き抜くための、心と言葉。』山本高史共著　ベストセラーズ　2011　ISBN 978-4584133408
- 『生きる力を磨く66の処方箋』吉川敏一共著　PHP研究所　2012　ISBN 978-4569802794

CD
- 『心がふわりと軽くなる音楽』 神山純一(OVERLAP RECORD　鎌田實監修　ヒーリングミュージック)

## 出演番組
- 日経スペシャル カンブリア宮殿 「ニッポンの医者よ、本当の医療を取り戻せ！」（2006年12月18日、テレビ東京）- 諏訪中央病院 名誉院長として出演[7]。
- 第57回NHK紅白歌合戦（2006年12月31日、NHK総合・ラジオ第1） - 審査員
- ごごカフェ（MC武内陶子 2022年7月28日、NHKラジオ第1）

## 演じた人物
- 西田敏行 - 2001年・2004年にTBSにて、鎌田をモデルとした太田章を主人公とした単発スペシャルのテレビドラマが放送された[8][9]。